# 川名凜
川名凜（2003年12月6日—）日本千葉縣出身、為早安家族所屬團體ANGERME第九期成員，成員代表色為綠色。血型為B型。

## 個人簡歷

### 2020年
- 11月2日，於ANGERME官方Youtube頻道中宣布從「アンジュルムONLY ONEオーディション～私を創るのは私～」新成員徵選會中合格，與松本若菜以及從研修生中升格的為永幸音一同以九期成員身分加入ANGERME。

## 人物介紹
- 興趣是聽音樂、跳舞以及製作圖章。
- 喜歡的音樂類型為古典音樂、搖滾樂以及西洋樂曲。

## 相關團體
- ANGERME（2020年－）

## 外部連結
- 川名凜-HelloProject官方網站介紹 （页面存档备份，存于）